# Sandra Blázquezová
Sandra Blázquezová (* 23. ledna 1987) je španělská televizní herečka. Během své kariéry hrála v několika dlouhých seriálech, včetně Al salir de clase (1998), Física o Química (2009–2011) a Acacias 38 (2016–2017).
Kromě toho, že pracuje jako herečka, vede Blázquezová se svou přítelkyní Marií Fábregasovou, která je sociální pedagožkou, organizaci pomáhající chudým dětem v severní Keni.

## Filmografie

### Televize
- Al salir de clase jako Fabiola[3]
- La vida de Rita jako Rosarito[3]
- Cambio de clase jako Luna[3]
- Física o Química jako Alma[3]
- Tierra de lobos jako Luz[3]
- Vive cantando jako María José[3]
- Acacias 38 jako Huertas Lópezová[3]